# 19149 Боккаччо
19149 Боккаччо (19149 Boccaccio) — астероїд головного поясу, відкритий 2 березня 1990 року.
Тіссеранів параметр щодо Юпітера — 3,137.